# Artur Hajnicz
Artur Hajnicz, ps. „Justyn” (ur. 1920 we Lwowie, zm. 3 maja 2007 w Warszawie) – polski oficer, dziennikarz, publicysta, specjalista do spraw stosunków polsko-niemieckich.

## Życiorys
Studiował matematykę na Wydziale Matematyczno-Przyrodniczym Uniwersytetu Jana Kazimierza we Lwowie, w szkole matematycznej Stefana Banacha, Hugona Steinhausa i Stanisława Mazura (przerwane przez II wojnę światową), a także socjologię i dziennikarstwo (magisterium w Wyższej Szkole Dziennikarskiej w Warszawie). Należał do Związku Niezależnej Młodzieży Socjalistycznej we Lwowie. W okresie wojny był żołnierzem w 1 Armii Wojska Polskiego.
Po wojnie, do 1955 r., był oficerem politycznym ludowego Wojska Polskiego (w 1947 był w stopniu majora). W tym czasie był też redaktorem naczelnym „Żołnierza Wolności”. Odszedł ze struktur wojskowych po konflikcie z marszałkiem Konstantym Rokossowskim. Następnie, w latach 1955–1973 był dziennikarzem „Życia Warszawy”, skąd usunięty został z powodów politycznych. Od lat 50. związany ze środowiskami opozycyjnymi (m.in. członek Klubu Krzywego Koła). Od 1973 r. pracował w Ośrodku Badawczo-Rozwojowym Informatyki. W 1974 r. doktoryzował się w zakresie prawa międzynarodowego na Uniwersytecie Marii Curie-Skłodowskiej w Lublinie. 20 sierpnia 1980 roku podpisał apel 64 uczonych, pisarzy i publicystów do władz komunistycznych o podjęcie dialogu ze strajkującymi robotnikami. Od lutego do 13 grudnia 1981 r. był sekretarzem redakcji Tygodnika „Solidarność”. Po ogłoszeniu stanu wojennego współpracował z drugoobiegowym pismem „Krytyka”, publikując tam szkice i artykuły o problematyce międzynarodowej. Działał w podziemnej „Solidarności”. Od 1986 r. uczestniczył w pracach opozycyjnego konwersatorium przy kościele św. Trójcy w Warszawie.
W październiku 1989 r. był organizatorem (na wniosek Prezydium Senatu) i dyrektorem Ośrodka Studiów Międzynarodowych (organ doradczy do spraw polityki zagranicznej przy Senacie RP), przeniesionego następnie do Polskiej Fundacji im. Roberta Schumana. Tu, od 1995 r. był również koordynatorem programu badawczego pt. „Kompleks wypędzenia”, wchodził także (do 2005 r.) w skład Rady Programowej Fundacji. Jest także fundatorem Fundacji „Polska w Europie”. Członek Stowarzyszenia Euro-Atlantyckiego.
Publikował ponadto m.in. w periodykach: „Außenpolitik”, „Więź”, „Unia&Polska”, „Polska w Europie”, „Polski Kalendarz Europejski”, „Rocznik Polsko-Niemiecki”, „Rzeczpospolita”.
Mieszkał w Warszawie, na Mokotowie. Został pochowany na wojskowych Powązkach (kwatera E-6-7).

## Twórczość
- Wyspa Afrodyty (reportaż; Iskry 1960; seria: „Świat się zmienia”)
- Polens Wende und Deutschlands Vereinigung. Die Öffnung zur Normalität 1989-1992 (Verlag Ferdinand Schöningh, Paderborn 1995, ISBN 3-506-73906-9; wydanie polskie: Ze sobą, czy przeciw sobie. Polska-Niemcy 1989-1992, Presspublica 1996, ISBN 83-86038-14-4)
- Meandry polskiej polityki zagranicznej 1939–1991 (Niemiecki Instytut Historyczny 2006, ISBN 978-83-923323-0-5)

## Opracowania
- Zdeněk Mlynář, Kryzysy w bloku radzieckim i ich przezwyciężanie (autor posłowia do polskiego wydania i aneksu; wydawnictwo II obiegu; Wydawnictwo Społeczne Kos; Oświata Niezależna 1987)
- Jałta, Poczdam: proces podejmowania decyzji. Materiały z konferencji naukowej, Warszawa, 11-12 czerwca 1996 r. (redakcja; wespół z Eligiuszem Lasotą; Polska Fundacja imienia Roberta Schumana. Ośrodek Studiów Międzynarodowych 1996, ISBN 83-905344-3-6)
- Kompleks wypędzenia (redakcja; wespół z Włodzimierzem Borodziejem; Znak 1998, ISBN 83-70-06666-9)

## Odznaczenia
- Krzyż Kawalerski Orderu Odrodzenia Polski (9 stycznia 1947)[3]
- Wielki Krzyż Zasługi z Gwiazdą Orderu Zasługi Republiki Federalnej Niemiec (16 marca 1992)